# Terre George
La terre George ou terre du Prince George  (en russe : Земля Георга) est une île russe de l'archipel  François-Joseph, située en mer de Barents, une partie des côtes nord-ouest  bordant l'océan Arctique.

## Géographie
Avec une superficie de 2 821 km2, l'île est la plus grande de l'archipel François-Joseph. Elle est également la plus longue avec une distance de 115 km entre son extrémité nord et son extrémité sud. Le point culminant est à 416 mètres d'altitude. L'île a une côte très découpée avec de nombreuses baies, des péninsules et des caps. Les deux péninsules les plus étendues sont au nord, la péninsule Armitage et au sud la péninsule Soumguine. Comme la plupart des autres îles de l'archipel, elle est majoritairement composée de montagnes et de vastes plateaux recouverts de glace, à l’exception d'une vaste zone de toundra sur la péninsule Armitage. À l'ouest, elle est séparée de la terre d'Alexandra par le canal d'Arkhangelsk au nord-ouest et par le canal de Cambridge plus au sud.

## Histoire
L'île est aperçue (mais non nommée) en 1894 lors de l'expédition polaire austro-hongroise. En 1897, elle est nommée par l'expédition Jackson-Harmsworth en l'honneur de George Frederick Ernest Albert de Saxe-Cobourg et Gotha, prince de Galles et futur George V.